# Ernst Herzfeld
Ernst Emil Herzfeld (Celle, 23 luglio 1879 – Basilea, 21 gennaio 1948) è stato un archeologo, orientalista e iranista tedesco di cultura ebraica ashkenazita.

## Biografia
Ernst Herzfeld studiò a Monaco di Baviera e a Berlino, e seguì allo stesso tempo i corsi di assiriologia, di storia antica e di storia dell'arte.
Opera sotto la guida di Walter Andrae tra il 1903 e il 1905 in occasione degli scavi condotti ad Assur, poi compie molti viaggi in Iraq e in Persia. Ha poi operato e documentato numerosi siti storici in Turchia, Siria, Persia, e soprattutto in Iraq (a Baghdad e Ctesifonte ad esempio). Ha condotto nel 1911-1913 i suoi primi scavi archeologici a Samarra, su un sito islamico.
Dopo aver assolto il suo servizio militare nel corso della prima guerra mondiale, riceve nel 1920 la nomina di professore a tempo indeterminato per il corso  «Landes- und Altertumskunde des Orients» a Berlino. Tale corso costituisce il primo corso al mondo di archeologia del Vicino e Medio Oriente.
 
Nel 1923-1925 comincia a condurre esplorazioni in Persia e descrive per la prima volta le rovine più importanti di quel Paese. Si trasferisce nel 1925 a Teheran e vi rimane per la maggior parte del tempo, fino al 1934. Aiuta l'approvazione di una legge iraniana sulle antichità e conduce scavi nelle capitali achemenidi di Pasargade e di Persepoli.
Lascia l'Iran nel 1935 per andare a trascorrere un anno a Londra.

Non tornerà mai più in patria, Nel 1935 infatti è obbligato a lasciare il suo posto universitario in Germania a causa delle sue origini ebraiche. Divenne membro dell'Institute for Advanced Study di Princeton tra il 1936 e il 1944.
Muore a Basilea, in Svizzera, nel 1948.

## Opere (selezione)
- Iranische Felsreliefs, 1910
- Archäologische Reise im Euphrat- und Tigris-Gebiet, 4 Voll., 1911-1920 (in collaborazione con Friedrich Sarre)
- Paikuli, 2 Voll., 1924
- Die Ausgrabungen von Samarra, 5 Voll., 1923-1930
- Archaeological history of Iran, 1934
- Altpersische Inschriften, 1938
- Iran in the ancient East, 1940
- Zoroaster and his world, 2 Voll., 1947